# Cassipourea afzelii
Cassipourea afzelii là một loài thực vật có hoa trong họ Rhizophoraceae. Loài này được (Oliv.) Alston mô tả khoa học đầu tiên năm 1925.